# Kim Định
Kim Định là một xã thuộc huyện Kim Sơn, tỉnh Ninh Bình, Việt Nam.

## Địa lý
Xã Kim Định nằm cách trung tâm thành phố Hoa Lư 23 km, có vị trí địa lý:
- Phía đông giáp xã Hồi Ninh
- Phía tây giáp xã Ân Hòa
- Phía bắc giáp huyện Yên Khánh
- Phía nam giáp sông Đáy.

Xã Kim Định có diện tích 4,90 km², dân số năm 2022 là 5.835 người mật độ dân số đạt 1.190 người/km².

## Lịch sử
Đây là một xã thuộc vùng đồng bằng, có lịch sử hình thành từ việc khai mở đất hoang ven biển cùng với huyện Kim Sơn năm 1829. 
Ngày 22 tháng 7 năm 1964, Bộ Nội vụ ban hành Quyết định số 199/QĐ-NV về việc đổi tên xã Xuân Lan thành xã Kim Định.

## Văn hóa
Nhà thờ Giáo xứ Dục Đức thuộc giáo phận Phát Diệm nằm trên địa bàn xã.